# Eudaphisia albonotatipennis
Eudaphisia albonotatipennis là một loài bọ cánh cứng trong họ Cerambycidae.